# Somerville Island, British Columbia
Somerville Island är en ö i Kanada.   Den ligger i Regional District of Kitimat-Stikine och provinsen British Columbia, i den sydvästra delen av landet, 3 900 km väster om huvudstaden Ottawa. Arean är 55 kvadratkilometer.
Terrängen på Somerville Island är kuperad. Öns högsta punkt är 981 meter över havet. Den sträcker sig 12,2 kilometer i nord-sydlig riktning, och 11,7 kilometer i öst-västlig riktning.
I omgivningarna runt Somerville Island växer i huvudsak barrskog. Trakten runt Somerville Island är nära nog obefolkad, med mindre än två invånare per kvadratkilometer. Inlandsklimat råder i trakten. Årsmedeltemperaturen i trakten är 0 °C. Den varmaste månaden är augusti, då medeltemperaturen är 12 °C, och den kallaste är december, med −8 °C.